# Abrar Osman
Abrar Osman Adem, född 1 januari 1994, är en eritreansk långdistanslöpare.
Osman tävlade för Eritrea vid olympiska sommarspelen 2012 i London, där han blev utslagen i försöksheatet på 5 000 meter. Vid olympiska sommarspelen 2016 i Rio de Janeiro slutade Osman på 10:e plats på 5 000 meter.